# Griekenland van A tot Z

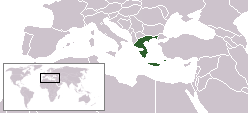
Locatie van Griekenland

## A
Aardewerk
- Achaea
- Achaeïsche Bond
- Acharnés
- A Division
- Aegina
- Agios Stefanos
- AEK Athene
- Aeschylus
- Agathonisi
- Agios Dimitrios FC
- Agios Kirykos
- Agios Konstantinos
- Agios Nikolaos
- Agora
- Akademeia
- Theron van Akragas
- Akropolis
- Akropolis van Athene
- Alcmaeoniden
- Alexander I
- Alexander de Grote
- Alexandroupolis
- Alexia van Griekenland en Denemarken
- Alfa (letter) 
- Alonissos
- Alpheüs
- Alpheüs
- Amazonen
- Amorgos
- Anafi
- Yannis Anastasiou
- Andreas van Griekenland
- Andros
- Antikythera (eiland)
- Antiparos
- AO Kerkyra
- Aoos
- Apollo
- Arcadia
- Archeologische site van Aigai
- Archangelos
- Archimedes
- Argos (stad)
- Ariadne
- Aris Saloniki
- Aristophanes
- Aristoteles
- Aristoteles-universiteit van Thessaloniki
- Arkadi-klooster 
- Armenistís
- Armolia 
- Arta
- Artemis
- Astipalaia
- Athene (stad)
- Athena (godin)
- Áyion Óros
- Athos (gigant)
- Athos (schiereiland)
- Attica
- Axios

## B
Bali
- Bassae
- Bèta (letter)
- Bloedlaster in Rhodos
- Boeotië
- Bosbranden in Griekenland 2007 
- Bosbranden in Griekenland 2009
- Bosbranden in Griekenland 2018
- Bouzouki
- Burgeroorlog
- Byzantijns Griekenland

## C
(CH, zie ook onder K)

Antonio Cagnoli
- Centraal-Griekenland
- Centraal-Macedonië
- Cephissus
- Ceramicus
- Chaeronea
- Chalcidice
- Chalki 
- Chalkis
- Chandrashoogvlakte
- Chaos (Griekse mythologie)
- Kyriakos Charalambidis
- Angelos Charisteas
- Chassapikos
- Chersonissos
- Chios
- Christoupolis
- Clisthenes van Sicyon
- Constantijn I van Griekenland
- Constantijn II van Griekenland
- Copaïs-meer
- Corfu
- Cycladen
- Cyprus

## D
Daedalus
- Dafní
- Delos
- Delphi
- Delta (letter)
- Demosthenes
- Derde Heilige Oorlog
- Deucalion en Pyrrha
- Diadochen
- Ioannis Dimakopoulos
- Dimini
- Dimitsana
- Dimotiki
- Dionysia
- Dionysus
- Dipylon
- Dodekanesos

## E
Edessa
- Eerste Heilige Oorlog
- Egaleo FC
- Egeïsche Zee
- Egina
- Ekkyklema
- Elefsína 
- Eleos
- Eleousa (Rodos)
- Etere
- Elýtis
- Epidaurus
- Epirus
- Epsilon
- Euboea
- Euripides
- Evia
- Evros

## F
Fanarioten 
- Maria Farantouri
- Festos
- Filiki Eteria
- Fira
- Florina (departement)
- Florina (stad)
- Folegandros

## G
Gaea
- Gamma (letter)
- Konstantinos Georgakopoulos
- George I
- George II 
- Geschiedenis van de Myceense beschaving
- Geschiedenis van Griekenland
- Gigant
- Phaidon Gizikis
- Grevena (departement)
- Grevena (stad)
- Griekenland
- Grieks
- Grieks alfabet
- Griekse Burgeroorlog
- Griekse mythologie
- Griekse Onafhankelijkheidsoorlog
- Griekse parlementsverkiezingen 2004 
- Grieks Nationaal Bevrijdingsfront
- Grieks voetbalelftal
- Grieks-orthodoxe Kerk
- Gymnasion
- gyros

## H
Hagion Oros
- Hagios Nikolaos
- Halkída
- Hassapikos
- Helena
- Helios Airways-vlucht 522
- Hellenisme
- Heraklion
- Heraklion (schip)
- Hersonissos
- Hippocrates
- Homerus 
- Hydra

## I
Ibycus 
- Icoon
- Igoemenitsa
- Ilias
- Dimitrios Ioannidis
- Ioannina
- Ionische Eilanden
- Ionische Zee
- Ios
- Iraklia
- Iraklion
- Iraklis Saloniki
- ISO 3166-2:GR
- Isocrates
- Ithaka

## J
(zie I)

## K
(zie ook onder C)

Kaap Skilla
- Kalamáta
- Kalamatianos
- Kalavryta
- Kalidonia
- Kallithea
- Kamena Vourla
- Ioannis Kapodistrias
- Konstantinos Karamanlis
- Karpathos
- Karýtena
- Kassandra (schiereiland)
- Kastelorizo
- Kastoria (departement)
- Kastoria (stad)
- Kato Zakros
- Konstantínos Kavafis 
- Kavála
- Níkos Kazantzákis
- Kea
- Kefalonia
- Kérkira
- Keros
- Khalkis
- Kikládes
- Kimolos
- Kithnos (eiland)
- Klassieke oudheid
- Knossos
- Koefonisia
- Kokkari
- Kolonelsregime
- Konstantijn I
- Konstantijn II
- Korfoe
- Korinthe / Kanaal van Korinthe
- Alexandros Korizis
- Panos Koronaios
- Kos
- Kozani (departement)
- Kozani (stad)
- Kreta
- Kretenzische dadelpalm
- Kretenzische wilde geit
- Kritikos
- Kitron
- Kritsa
- Kýklades
- Kynthos (berg)
- Kyparissia
- Kythira

## L
Lacedaemon
- Lamia
- Larissa
- Lassithi
- Leda
- Lefkada
- Leochares
- Leonidas I van Sparta
- Lesbos
- Lindos
- Griekse literatuur
- Lijst van departementen van Griekenland
- Lijst van Griekse staatshoofden
- Lijst van koningen van Griekenland
- Konstantinos Loumpoutis
- Lousios 
- Luchthaven van Rhodos

## M
Macedonië
- Nikolaos Machlas
- Makarios III
- Costas Mandylor
- Mantinea
- Marathon (sport)
- Marathónas
- Mastiekdorpen
- Mechane
- Megara (stad)
- Megara (mythologie)
- Megisti
- Melisseus
- Melina Mercouri
- Mesolóngi
- Mesta (rivier)
- Metaxa
- Ioannis Metaxas
- Methana
- Metsovo
- John Michael
- Middellandse Zee
- Miltiades
- Milos
- Mikonos
- Minoïsche beschaving
- Minos
- Minotaurus
- Mirthios
- Myceense architectuur
- Myceense beschaving
- Myceense paleizenbouw 
- Mycene
- Mykonos
- Mystras
- Mythologie (Griekse)
- Mytilini

## N
Nationaal Republikeinse Griekse Liga
- Nationale Technische Universiteit van Athene 
- Nauplion
- Naxos
- Naxos & Mikres Kyklades
- Neapolis (syn.:Kavála)
- Neapolis (Kreta)
- Neapolis (Peloponnesos)
- Nestos
- Nicosia
- Nikè-tempel
- Nisyros
- Nomos
- Noord-Egeïsche Eilanden

## O
Odyssee 
- OFI Kreta
- Olijf
- Olympia (stad)
- Olympiakos Piraeus
- Olympische Spelen 
- Olympisch Stadion Spyridon Louis
- Omega (letter)
- Onafhankelijkheidsoorlog
- Oost-Attica
- Oost-Macedonië en Thracië
- Otto I
- Oud-Griekse architectuur
- Oud-Griekse beeldhouwkunst
- Oud-Griekse kunst
- Oudgriekse literatuur
- Oud-Griekse schilderkunst
- Ouzo

## P
Paard van Troje
- Palamás
- Pallas Athene
- Pallini (Attica)
- Pan (god)
- Panathinaikos FC
- Theodoros Pangalos (generaal) 
- Theodoros Pangalos (politicus)
- Panionios
- Panormos
- Pantheon (religie)
- PAOK Thessaloniki
- Georgios Papadopoulos
- Tassos Papadopoulos
- Andreas Papandreou
- Giorgos Papandreou
- Giorgos Papandreou jr.
- Karolos Papoulias
- Paros
- Parthenon
- Pasiphaë
- PASOK 
- Stylianos Patakos
- Patmos 
- Patras
- Paul I
- Paul van Griekenland en Denemarken
- Pausanias (schrijver)
- Paxi
- Pella (departement)
- Pella (Macedonië)
- Peloponnesische Oorlog
- Peloponnesos
- Peloponnesos (regio)
- Perachora
- Pérama
- Peristeri
- Perzische Oorlogen
- Petaloudes
- Petra (Lesbos)
- Lakis Petropoulos
- Petros (pelikaan)
- Phaedra
- Phalerum
- Phidippides
- Pilion (berg)
- Pilion (schiereiland)
- Pindosgebergte
- Pireus
- Pirgos (Ilia)
- Pirgos (Kreta)
- Pisistratus
- Plakias
- Plato
- Poliegos
- Poseidon
- Prespameer
- Preveli
- Propyleeën
- Ptolemaida
- Punios (Thessalië)
- Punios (Elis)
- Pylos
- Pyrgi
- Pythagoras 
- Pytho
- Python (mythologie)

## R
Rethimnon (departement)
- Rethimnon (stad)
- Ritsos
- Rhodos (eiland)
- Rhodos (stad)

## S
Salamina
- Saloniki
- Georgios Samaras
- Samariakloof
- Samos
- Santorini
- Christos Sartzetakis
- Schijf van Phaistos
- Seferis 
- Serifos
- Sifnos
- Sigma (letter)
- Sikelianos
- Sikinos
- Simi
- Sisyphus
- Sitia
- Sithonia
- Skopelos
- Skyros
- Slag bij Ipsos
- Slag bij Marathon
- Socrates
- Dionysios Solomos
- Sparta
- Spartathlon
- Sporaden
- Michail Stasinopoulos
- Stemnitsa
- Super League
- Veniamin Symeonidis
- SYRIZA
- Syros

## T
Taal
- Tempedal
- Thalia
- Thebe
- Mikis Theodorakis
- Thera 
- Thermopylae 
- Theseus
- Thessalië
- Thessaloniki
- Thira
- Thirasia
- Thracië
- Thucydides (politicus)
- Tilos
- Tinos
- Titaan (mythologie)
- Thracië
- Spyridon Trikoúpis
- Tripolis
- Tsikoudia
- Alexis Tsipras
- Georgios Tsolakoglu
- Emmanouil Tsouderos
- Tweede Heilige Oorlog

## U
- Universiteit van Athene

## V
Markos Vafiadis
- Vai
- Vangelis
- Vardaris
- Eleftherios Venizelos
- Vjosë
- Voetbalbond
- Voetbalelftal
- Volos

## W
West-Griekenland - 
West-Macedonië - 
Wrak van Antikythera

## X
Xanthi
- Xanthi (voetbalclub)
- Xenophon
- Xiromero

## Y
Yannina - 
Yirise -
Ymnos is tin Eleftherian - 
Ypsilanti (geslacht) -
Constantijn Ypsilantis - 
Ypsilon

## Z
Zakynthos of Zante (eiland) -
Zakynthos of Zante (stad) -
Zeus -
Georgios Zoitakis - 
Zorba de Griek -
Zuid-Egeïsche Eilanden